# Клен гостролистий (місто Суми)
Пам'ятка природи «Клен гостролистий» (втрачена) — об'єкт природно-заповідного фонду, що був оголошений рішенням Сумського Облвиконкому № 305 20.07.1972 року на землях Тімірязєвського відділку радгоспу «Сумський». Розташування — місто Суми, вулиця Кірова, 108.

## Характеристика
Площа — 0,01 га.
Об'єкт на момент створення був оригінальної форми клен з пурпуровим забарвленням листків.

## Скасування
Рішенням Сумської обласної ради № 334 21.11.1984 року пам'ятка була скасована.
Скасування статусу відбулось по причині списання при побудовані багатоповерхового будинку.
Вся інформація про створення об'єкту взята із текстів зазначених у статті рішень обласної ради, що надані Державним управлянням екології та природних ресурсів Сумської області Всеукраїнській громадській організації «Національний екологічний центр України» ..